# Fast Eddie
Fast Eddie (Chicago, 20 gennaio 1969) è un disc jockey e produttore discografico statunitense.
Ha inciso su etichetta Dj International famose produzioni hip house ed acid house come Jack to the Sound (1987), Yo Yo Get Funky (1988), Acid Thunder (1988), Let's Go (1989) e Git On Up (1989:#1 classifica dance billboard). Nel 1998 ha cantato in alcuni dischi di successo della dance europea come With This Ring Let Me Go (con il DJ Molella e gli Heaven 17) ed Everything.